# Rolf Johansson
Rolf Johansson (ur. 21 lipca 1944 w Sztokholmie) – szwedzki niepełnosprawny sportowiec, wielokrotny medalista letnich i zimowych igrzysk paraolimpijskich. Łącznie wystąpił na 11 igrzyskach dla niepełnosprawnych zdobywając 13 medali, w tym dwa złote. Rywalizował w lekkoatletyce, koszykówce, hokeju, łyżwiarstwie szybkim i curlingu.
Uprawianie sportu zaczął w wieku 15 lat od siatkówki na siedząco (grał w szwedzkiej pierwszej lidze) i koszykówki.

## Curling
Johansson w curling gra od 2001, reprezentuje Södertälje Curlingklubb. Pełnił funkcję rezerwowego na Mistrzostwach Świata 2004, podczas których Szwedzi zajęli 7. miejsce. Rok później zagrywał w zespole Jalle Jungnella 3. i 4. kamienie. Szwedzka ekipa wygrała Round Robin w swojej grupie przegrywając tylko jedno spotkanie – 2:10 przeciwko Korei Południowej (Kim Hak-sung). W półfinale drużyna uległa 1:7 Duńczykom (Kenneth Ørbæk) i ostatecznie zajęła 4. miejsce, przegrywając mecz o brąz ze Szwajcarią (Urs Bucher) 0:10.
W 2006 Johansson reprezentował Szwecję na Zimowych Igrzyskach Paraolimpijskich w Turynie. Do turnieju został zgłoszony na drugiej pozycji; zagrał jedynie w czterech meczach fazy grupowej – w dalszej rywalizacji zastąpił go Bernt Sjöberg. Szwedzi zdobyli brązowe medale, wygrywając 10:2 ostatni mecz przeciwko Norwegii (Geir Arne Skogstad).

### Drużyna
|           | Czwarty/-a     | Trzeci/-a    | Drugi/-a       | Otwierający/-a |
| --------- | -------------- | ------------ | -------------- | -------------- |
| 2004/2006 | Jalle Jungnell | Glenn Ikonen | Rolf Johansson | Anette Wilhelm |

## Hokej na siedząco
Rolf Johansson jest jednym z pionierów tej dyscypliny sportu – to dzięki niemu dotarła ona do Kanady. Hokej na wózkach zadebiutował jako dyscyplina medalowa na Zimowych Igrzyskach Paraolimpijskich 1994. Szwedzi dotarli do finału, w którym pokonali 1:0 Norwegię. W Nagano 1998 obrońcy tytułów ulegli w meczu półfinałowym 1:2 Kanadzie, uplasowali się jednak na najniższym stopniu podium zwyciężając 10:1 nad Estonią.

## Lekkoatletyka
Lekkoatletyka była główną konkurencją Rolfa Johanssona; podczas pięciu igrzysk paraolimpijskich odnotował 15 startów. Jego koronnym dystansem było 100 metrów oraz slalom. W latach 1971–1984 siedmiokrotnie poprawiał rekord świata na dystansie stu metrów. Startował przeważnie w wyścigach na wózkach; raz uczestniczył w konkursie rzutu oszczepem (1972, 45. miejsce).
W 1972 zdobył brązowy medal w wyścigu na 100 metrów. W następnym występie zdobył, z czasem 19,8 sekundy, tytuł mistrzowski i ustanowił rekord świata. Podczas zawodów w 1976 zajął również 3. miejsce w slalomie oraz 2. w sztafecie 4×60 m. W Igrzyskach Paraolimpijskich 1980, w wyścigu na 100 m lepszy był tylko B. Parks. W latach 1984 i 1988 zdobywał srebrne medale w slalomie.
24 razy startował w Maratonie Sztokholmskim; trzykrotnie był drugi na mecie.

## Łyżwiarstwo szybkie na siedząco
Dwukrotnie na zimowych igrzyskach paraolimpijskich brał udział w rywalizacji łyżwiarzy szybkich. Rywalizował na wszystkich możliwych dystansach grupy II. W 1980 z czasami 16:36 i 1:26:46 wywalczył brązowe medale na 100 i 500 metrów; na dystansie 1 500 m uplasował się na 4. miejscu.
Cztery lata później nie udało się mu stanąć na podium; najwyższą, 4. pozycję zajął z czasem 16:30 w biegu na 100 metrów. W pozostałych startach na 500, 1 000 i 1 500 odnotował gorsze wyniki.

## Koszykówka na wózkach
Johansson reprezentował Szwecję na igrzyskach paraolimpijskich pięć razy z rzędu, od 1972 do 1988. W 1972 Szwedzi zajęli 3. miejsce w grupie A. Po czterech latach dotarli do ćwierćfinału, w którym ulegli 40:61 Francuzom. W 1980 dotarli do drugiej rundy rozgrywek. Podczas kolejnego występu w 1984 zespół Trzech Koron wygrał rywalizację grupy D, w ćwierćfinale pokonał Meksyk 77:59, uległ jednak Francji w meczu półfinałowym dwoma punktami (62:64). Szwedzi z turnieju w Nowym Jorku wrócili z brązowymi medalami – w meczu o 3. miejsce pokonali gospodarzy 82:80. Uczestnictwo w 1988 ekipa szwedzka zakończyła w ćwierćfinałach.